# Jim Clunie
James Robertson „Jim“ Clunie (* 4. September 1933 in Kirkcaldy; † 12. Mai 2003 in Kilmarnock) war ein schottischer Fußballspieler und -trainer.

## Karriere
Clunie spielte in seiner Karriere hauptsächlich für FC Aberdeen und FC St. Mirren. 1959 spielte er mit Aberdeen vor 108.000 Zuschauern im Hampden Park gegen FC St. Mirren um den Schottischen Pokal, jedoch verlor Aberdeen das Spiel mit 3:1. Kurz nach seinem Wechsel zu St. Mirren 1963 spielte er erneut um den Schottischen Pokal, wobei diesmal Mirren das Finale verlor. 
Später begann er seine Trainerkarriere und begann 1978 als Nachfolger von Alex Ferguson bei FC St. Mirren. Er machte den Verein europaweit bekannt, bevor er 1981 den dritten Platz in der Liga belegte und so durch McFarlane ersetzt wurde. Anschließend nahm er die Trainerstelle bei FC Kilmarnock an, welche er bis 1985 innehatte.